# Hans Schultze-Jena
Hans Schultze-Jena (Jena, 12 de dezembro de 1874 — Naulila, Angola, 19 de outubro de 1914) foi um jurista, juiz e administrador colonial em Outjo, ao tempo no Sudoeste Africano Alemão, hoje Namíbia, cuja morte num conflito com tropas portuguesas foi o casus belli para o conflito fronteiriço entre as forças portuguesas em Angola e as forças de defesa do Sudoeste Africano Alemão que teve o seu auge no combate de Naulila.

## Biografia
Hans Schultze-Jena nasceu no seio de uma família de reputados académicos. O seu pai, Bernhard Sigmund von Schultze-Jena era um famoso médico e professor de ginecologia e obstetrícia na Universidade de Jena, cidadão honorário da cidade, agraciado com o título de von Schultze-Jena. O seu avô, Karl August Sigismund Schultze (1795–1877), fora médico e professor de anatomia e fisiologia. O seu tio Max Johann Sigismund Schultze (1825–1874) foi anatomista e zoólogo e os seus tios August Sigismund Schultze e Richard Sigismund Schultze foram juristas. O seu primo, Oskar Max Sigismund Schultze, foi, como o seu pai Max Johann Sigismund, anatomista e lente dessa especialidade (Ordinarius) na Universidade de Würzburg (Julius-Maximilians-Universität Würzburg). O seu irmão Kurt Schultze-Jena foi professor de Cirurgia e o seu irmão Leonhard Schultze-Jena (1872-1955) foi explorador e antropólogo, com importantes contribuições para o conhecimento da geografia e antropologia do Sudoeste Africano.
Seguindo a tradição familiar de excelência académica, Hans Schultze (que mudou o nome em 1912 para Hans Schultze-Jena na sequência de seu pai ter sido agraciado com o título) doutorou-se em Direito e ingressou na magistratura colonial do Império Alemão.
Em Dezembro de 1906 foi nomeado juiz de círculo de Windhoek e Lüderitzbucht. Em 1907 foi nomeado administrador imperial (Kaiserlicher Bezirksamtmann) em Grootfontein e depois em Outjo. Prestou serviço nas tropas de defesa da colónia do Sudoeste Africano Alemão, onde atingiu o posto de tenente da reserva (Oberleutnant d. R.).
Era com os títulos de Oberleutnant d. R. Dr. jur. que em 1914, no dealbar da Grande Guerra, Hans Schultze-Jena exercia as funções de administrador de Outjo (Kaiserlicher Bezirksamtmann zu Outjo). No entretanto, pelas suas funções, origens familiares e por deter as mais altas qualificações académicas da colónia, granjeara elevada reputação, sendo considerado uma das figuras mais respeitadas entre os colonos alemães do Sudoeste Africano.
Terá sido o seu estatuto social e a respeitabilidade que Hans Schultze-Jena merecia na colónia, que levaram a que em Setembro de 1914 o governo da colónia, sediado em Windhoek e ao tempo presidido por Theodor Seitz, encarregasse Hans Schultze-Jena de uma missão diplomática da máxima importância: o objectivo era negociar com as autoridades portuguesas em Angola um acordo que permitisse o reabastecimento da colónia alemão com víveres originários de Angola, ou importados através daquele território, e o encaminhamento do correio da colónia alemã através da colónia portuguesa. Estas negociações eram vitais para os interesses alemães, dado que após a declaração de guerra britânica, as tropas da União Sul-Africana tinham encerrado as fronteiras sul e leste da colónia e a marinha britânica impunha um apertado bloqueio às suas costas. Os abastecimentos, que antes vinham da colónia britânica, cessaram e o correio que era encaminhado através da Cidade do Cabo estava interrompido. A abertura da fronteira portuguesa era a única forma de garantir uma comunicação segura com a Alemanha.
Portugal era ao tempo, pese embora a sua antiga aliança com o Reino Unido, um Estado neutral no conflito entre o Império Alemão e o Império Britânico. Contudo, apesar da neutralidade, as relações entre Portugal e a Alemanha já apresentavam claros sinais de degradação e cresciam em Portugal as vozes que defendiam a entrada do país na guerra contra o Império Alemão. Recentes conflitos fronteiriços no norte da África Oriental Portuguesa, com o espinhoso precedente do Triângulo de Quionga, tinham deteriorado o relacionamento entre as colónias portuguesas e alemãs em África ao ponto do Governo da República ter decidido no verão de 1914 enviar forças expedicionárias para reforçar as forças coloniais ao longo das fronteiras luso-alemãs no sul de Angola e no norte de Moçambique.
Foi neste contexto de tensão que a 18 de Outubro de 1914 a expedição capitaneada pelo Dr. Hans Schultze-Jena, que incluía uma pequena escolta armada, cruzou a fronteira angolana, sem se fazer previamente anunciar nem contactar qualquer posto de fronteira. Para além do estabelecimento de contacto com as autoridades portuguesas visando um acordo sobre abastecimento de víveres e transferência de correio, o grupo tinha como missão determinar o que acontecera com alguns carros de víveres enviados de Angola que não tinham chegado ao seu destino em Outjo, no lado alemão da fronteira.
Na tarde daquele dia o grupo alemão foi interceptado por um pelotão de tropas portuguesas comandado pelo alferes Manuel Álvares Sereno, em patrulha junto à fronteira com a Damaralândia, quando se encontrava a uma dúzia de quilómetros do posto de Naulila. Apesar do encontro não ter sido amigável, os militares portugueses e alemães acabam por jantar juntos e pernoitar lado a lado, num improvisado acampamento.
Apesar de terem acampado conjuntamente, as dificuldades de comunicação entre as forças portuguesas e alemãs eram grandes, mesmo recorrendo aos serviços de um intérprete de origem dinamarquesa, de nome Carl Jensen, que acompanhava a força alemã, mas cujos conhecimentos de português se vieram a revelar limitados. Quando fora interceptado pelo pelotão português, Hans Schultze-Jena informara o alferes Manuel Álvares Sereno que estava em perseguição de um desertor e queria autorização do administrador de Humbe para se deslocar a Lubango.
Por coincidência, o alferes Manuel Sereno, dias antes, tinha apreendido carros de víveres destinados à Damaralândia, os mesmos que estavam em falta em Outjo, e tinha ordens «para prender e desarmar» os alemães, levando-os ao capitão-mor de Cuamato, António Fernandes Varão. Essas restrições ao movimento dos alemães estavam previstas na declaração de estado de sítio em vigor nos distritos do Sul de Angola, que determinava o desarmamento das tropas alemãs que entrassem no território.
Na manhã de 19 de Outubro, conforme combinado, a liderança da expedição alemã acompanhou o pelotão português a Naulila, enquanto os restantes membros do grupo permaneceram no local do acampamento. O grupo alemão que chegou a Naulila era composto pelo Dr. Hans Schultze-Jena, pelo Oberleutnant Alexander Lösch, pelo tenente miliciano (Kriegsfreiwillige Leutnant) Kurt Röder, pelo intérprete Carl Jensen e pelos ordenanças nativos Andreas e Hugo.
À chegada a Naulila, Schultze-Jena descobriu que o capitão-mor António Fernandes Varão não estava no forte e, através do intérprete, manifestou a sua estranheza por ter ali sido inutilmente conduzido. O alferes Sereno procurou explicar-lhe que o capitão-mor estava em Cuamato e que seria lá que se encontraria com ele. Apesar do intérprete informar Schultze-Jena que Sereno estava a agir de acordo com instruções que recebera, este duvidou e acreditou estar a ser vítima de uma armadilha para o separar do grupo e desarmar. Segundo a versão do incidente fixada por sentença arbitral de Julho de 1928 do Tribunal Internacional de Lausanne, a partir daí os eventos precipitam-se: Schultze-Jena duvida das intenções do alferes Sereno e insiste em voltar, armado, ao seu acampamento afirmando que teria compreendido na véspera que a situação seria esclarecida em Naulila e que não passariam dali. Trocam-se ameaças e os alemães, que já estavam montados nos seus cavalos, recusam entregar as armas, esboçando uma fuga. O alferes Sereno dá ordem de fogo e os três alemães e os seus dois ordenanças são mortos. Do grupo alemão só sobreviveu o intérprete Carl Jensen, mantido como prisioneiro pelos portugueses até Novembro de 1919.
As interpretações do sucedido extremam-se, com os alemães a entenderem que foi uma armadilha portuguesa, e os portugueses a afirmarem que o incidente foi provocado por um mal-entendido linguístico acompanhado pela recusa alemã de desarmar. A ordem de fogo na versão portuguesa foi para contrariar uma tentativa de fuga; a versão alemã é que se tratou de um assassinato friamente planeado.
Apesar do relatório sobre os acontecimentos de 19 de Outubro de 1914, resultado do inquérito ordenado pelo governador-geral de Angola, Norton de Matos, ter ardido dois meses depois na sequência do ataque alemão ao posto de Naulila, o Tribunal Internacional de Lausanne concluiu que, com os alemães já montados, Hans Schultze-Jena apontou a carabina a Álvares Sereno, que estava desarmado, e que o tenente Alexander Lösch sacou da pistola. Foi nessa altura que o alferes português deu ordem de fogo aos seus homens. Na sentença de 1928 afirma-se: É evidente que, interpretando como ameaça o gesto de Schultze-Jena e o do tenente Roeder, Sereno, desarmado, acreditou agir em legítima defesa.
O incidente visto do lado alemão assumiu gravidade extrema: não se tratava de uma qualquer expedição, mas sim de uma delegação de alto nível, enviada por ordem expressa do governador da colónia para negociar com os portugueses. O incidente deu brado, sendo notícia nacional na Alemanha dada a importância social de um dos falecidos, os quais passaram a ser conhecidos pelos «cinco assassinados de Naulila» (em alemão:  der fünf Ermordeten von Naulila). O incidente foi referido pela imprensa alemã como «o assassinato de Naulila» (em alemão:  Mord von Naulila), correndo a informação que as fardas, armas e pertences pessoais teriam sido roubados e os corpos enterrados sem cerimónia em lugar desconhecido. A indignação na colónia era enorme e os apelos à vingança sucederam-se.
Os resultados do incidente foram dramáticos: a 31 de outubro forças alemãs atacaram e destruíram o posto de Cuangar e a 12 de Dezembro uma força alemã entrou em Angola e, depois de alguns recontros, a 19 de Dezembro destruiu o forte de Naulila, fazendo cerca de 150 mortos do lado português, neles se incluindo o alferes Manuel Álvares Sereno. O incidente ficou conhecido na historiografia portuguesa como o Desastre de Naulila.
Em 1933 foi erigido em Outjo um monumento aos mortos alemães no incidente, o Naulia-Denkmal, que ainda ali se encontra. Também em Naulila foi construído um monumento, localizado sobre as sepulturas dos mortos no incidente, que se encontra presentemente em ruínas.